# Aartsbisdom Vitória

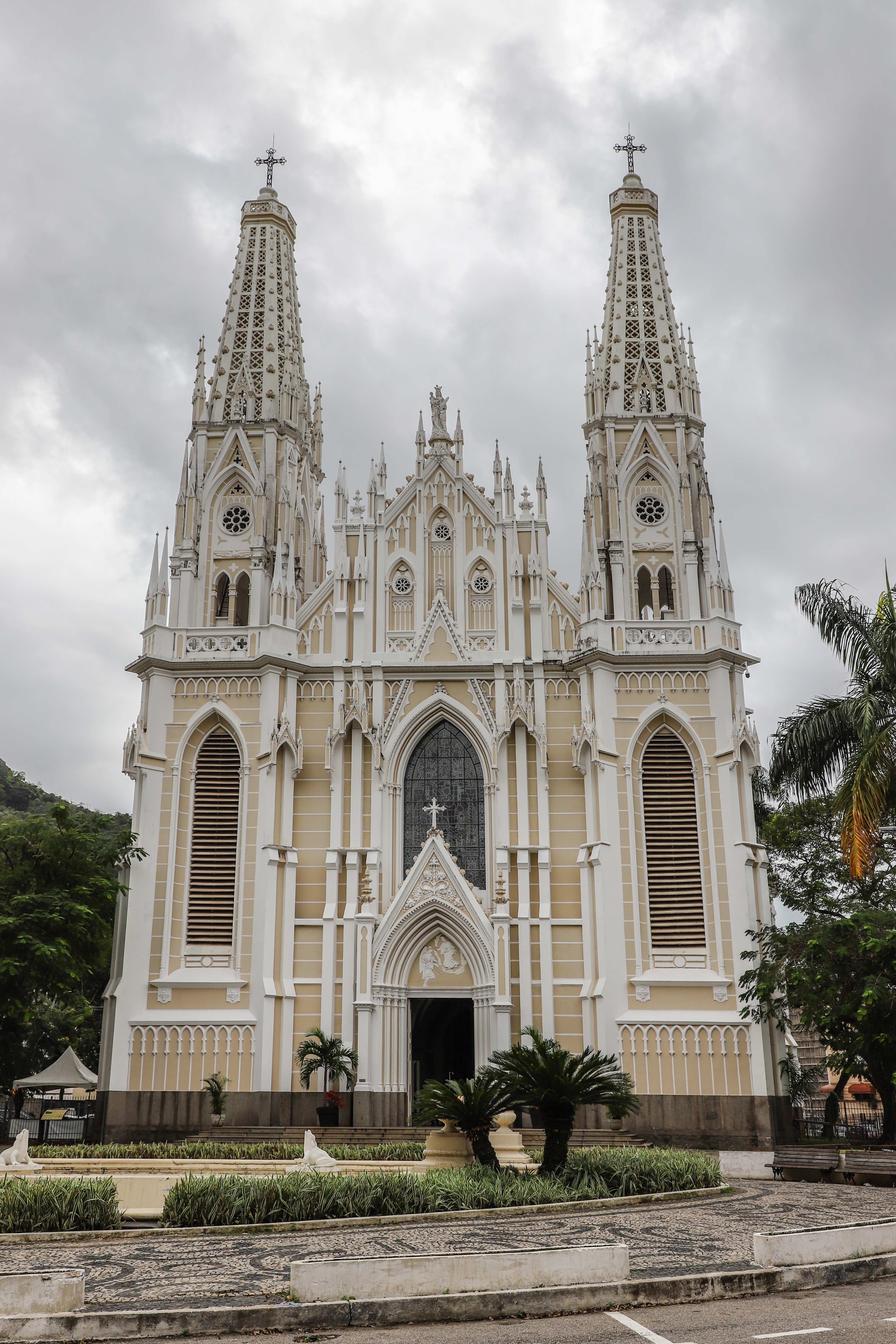
Kathedraal van Vitória in 2019

Het aartsbisdom Vitória (Latijn: Archidioecesis Victoriensis Spiritus Sancti; Portugees: Arquidiocese de Vitória) is een in Brazilië gelegen rooms-katholiek aartsbisdom met zetel in de stad Vitória in de staat Espírito Santo. De aartsbisschop van Vitória is metropoliet van de kerkprovincie Vitória waartoe ook de volgende suffragane bisdommen behoren:
- Bisdom Cachoeiro de Itapemirim
- Bisdom Colatina
- Bisdom São Mateus

## Geschiedenis
Op 15 november 1895 werd door paus Leo XIII, uit gebiedsdelen van het bisdom Niterói, het bisdom Espírito Santo opgericht. Het werd suffragaan aan het aartsbisdom São Sebastião do Rio de Janeiro.
Op 16 februari 1958 werden gedeelten van het grondgebied afgestaan voor de oprichting van de bisdommen Cachoeiro de Itapemirim en São Mateus. Op dezelfde datum werd het bisdom Espírito Santo verheven tot aartsbisdom met de nieuwe naam Vitória. Op 23 april 1990 werd een gedeelte van het aartsbisdom afgestaan voor de oprichting van het bisdom Colatina.

## Bisschoppen van Vitória

### Bisschoppen
- 1896–1901: João Batista Corrêa Néri (vervolgens bisschop van Pouso Alegre)
- 1901–1916: Fernando de Souza Monteiro CM
- 1918–1933: Benedito Paulo Alves de Souza
- 1933–1951: Luiz Scortegagna
- 1951–1957: José Joaquim Gonçalves (vervolgens wijbisschop in São José do Rio Preto)
- 1957–1958: João Batista da Mota e Albuquerque (vanaf 1958 aartsbisschop)

### Aartsbisschoppen
- 1958–1984: João Batista da Mota e Albuquerque (tot 1958 bisschop)
- 1984–2004: Silvestre Luís Scandián SVD
- 2004-2018: Luiz Mancilha Vilela SS.CC.
- 2018-heden: Dario Campos OFM